# Буря (Аватар: Легенда об Аанге)
«Буря» (англ. The Storm) — двенадцатый эпизод первого сезона американского мультсериала «Аватар: Легенда об Аанге».

## Сюжет
Аангу снится сон, в котором он вспоминает, как попал во льды в сильную бурю. Когда он просыпается из-за кошмара, Катара переживает за него. На следующий день при ясном небе команда Аватара отправляется на рынок за покупками. Дядя Айро говорит, что будет буря, но принц Зуко ему не верит. Он приказывает следовать на Север за Аватаром, несмотря на просьбы дяди подумать о безопасности экипажа, отвечая, что ему плевать на неё. Это слышит лейтенант. На рынке Катара обнаруживает, что у них нет денег, и Сокка берёт подработку у рыбака. Он отправится со стариком перевозить рыбу вместо его жены, которая не хочет ехать, потому что суставы предостерегают её о буре. Надвигаются тучи. Лейтенант высказывает принцу Зуко, а последний требует уважения. Лейтенант продолжает ругаться, отмечая неуважение самого Зуко по отношению ко всем. Они хотят сразиться, но дядя Айро их останавливает. Рыбак, узнав, что Аанг — Аватар, ругает его за то, что тот исчез на 100 лет. Катара защищает друга, но Аанг внезапно улетает. Она летит искать его на Аппе.
Катара находит Аанга в пещере. Он говорит, что старик был прав. Девушка разводит костёр и просит Аанга рассказать ей. Он вспоминает день, когда монахи сообщили ему, что он Аватар. Они должны были сделать это в его 16-летие, но из-за угрозы войны сделали это раньше. Тем временем лейтенант ругает Зуко за его спиной, обедая с солдатами. Услышав их, к ним подсаживается дядя Айро и рассказывает трагедию принца. Он вспоминает, как провёл Зуко на военный совет. На нём безжалостный генерал хотел использовать юных солдат как пушечное мясо для отвлечения врага, но Зуко это возмутило, и он высказался. Айро подметил правоту племянника, но сказал, что тот не имел права. В тот момент Аанг рассказывает, что после выявления его особенности, отношение к нему поменялось. Никто не стал с ним играть, ибо у команды, в которой находится Аватар, будет несправедливое преимущество. Аанг играет со своим наставником монахом Гиатсо в Пай-шо, но другой священник считает, что Аватар должен больше тренироваться. Айро повествует, что Зуко согласился на Агне Кай с генералом, которого перебил на совете, но когда вышел на арену, то столкнулся с собственным отцом, к которому проявил неуважение из-за выступления против генеральского плана. Тем временем Аанг говорит, что подслушал разговор монахов, которые захотели разлучить его с Гиатсо, чтобы первый больше учился, решая отправить Аватара в Восточный храм воздуха. Ночью Гиатсо зашёл проведать его, но Аанг оставил записку и улетел из Южного храма, попав в бурю и застряв во льдах.
Катара подбадривает Аанга, что такова судьба, и он нужен миру сейчас. Айро рассказывает солдатам, что Зуко не хотел драться с Озаем, и тогда Хозяин Огня наказал его, поставив шрам на глазу. Он также изгнал сына из страны за постыдную слабость, и лишь после рассказа Айро лейтенант понял, почему Зуко одержим Аватаром. В пещеру к Аватару приходит жена рыбака и просит найти её мужа и Сокку, которые так и не вернулись из-за бури. Корабль магов огня пострадал из-за шторма, и Зуко всё же поставил безопасность судна и экипажа выше поимки Аватара, когда увидел последнего. Аанг спасает Сокку и рыбака, но огромная волна затапливает их. Аанг входит в состояние Аватара и выбирается с командой из воды. Зуко мирится с дядей и не следует за Аватаром. В пещере рыбак благодарит Аанга за спасение. Аватар понимает свою значимость в настоящем времени, и дождь кончается.

## Отзывы

Динамика оценок IGN к эпизодам 1 сезона мультсериала

Тори Айрленд Мелл из IGN поставил эпизоду оценку 8,3 из 10 и написал, что «после пары недель неидеальных эпизодов „Аватар“ приходит в норму». Он посчитал, что «начало эпизода со сцены сновидения было приятным штрихом, задающим тон и темп „Бури“». Критику «очень понравился сценарий этого эпизода». Мелл посочувствовал Аангу и Зуко, узнав больше о их предыстории. Рецензент подметил, что «в конце Аанг и Зуко издалека обменялись грустными и понимающими взглядами, которые заставили меня почувствовать, что у них больше общего, чем им хотелось бы верить».
Хайден Чайлдс из The A.V. Club посчитал, что эпизод «в некоторой степени объясняет присутствие Айро», ведь тот «чувствует ответственность, потому что провёл Зуко на военное собрание». Как и Мелл из IGN, рецензент The A.V. Club также подметил «фантастически неоднозначный взгляд» между Аватаром и принцем Зуко, «который сыграет в следующем эпизоде „Синяя маска“».
Screen Rant и CBR поставили серию на 4 место в топе лучших эпизодов 1 сезона мультсериала по версии IMDb. Screen Rant также включил серию в топ лучших эпизодов по версии Reddit.